# Filipína Marie z Lamberka
Filipína Marie Anna Josefa z Lamberka či též z Lambergu (německy Philippine Maria Anna Josepha, Gräfin von Lamberg, 17. března 1695 – 16. listopadu 1762) byla rakouská šlechtična z rodu Lambergů.

## Život
Narodila se jako dcera Leopolda Matyáše, prvního knížete z Lambergu a jeho manželky Marie Klaudie z Küniglu. 
Filipína Marie se provdala za významného vojevůdce a rytíře Řádu zlatého rouna Ludvíka Ondřeje z Khevenhülleru. Z jejich manželství se narodily dvě dcery: 
- Marie Antonie (1726–1746), provdaná za Leopolda Karla z Windischgrätze (1718–1746), syn Josef Mikuláš z Windischgrätze
- Marie Terezie Františka (1728–1815), provdaná za Gottlieba z Windischgrätze (1728–1815), syn František Antonín (zemřel ve věku 12 let), Marie Anna (zemřela v dětství)